# Norm, az északi
A Norm, az északi (eredeti cím: Norm of the North) 2016-ban bemutatott egész estés ír–indiai–kínai–amerikai 3D-s számítógépes animációs film, amelynek rendezője Trevor Wall. A producere Nicolas Atlan, a forgatókönyvírója Jack Donaldson, a zeneszerzője Stephen McKeon. A mozifilm az Assemblage Entertainment, a Splash Entertainment, a Telegael és a Yang Yang Pictures gyártásában készült, a Lionsgate forgalmazásában jelent meg. Műfaját tekintve kalandfilm és filmvígjáték.
Amerikában 2016. január 15-én, Magyarországon 2016. február 11-én mutatták be a mozikban.

## Cselekmény
Egy gátlástalan ingatlan-vállalkozó, Mr. Greene kitalálja, hogy gazdagoknak szánt ultramodern kinézetű, készre szerelt házakat fog értékesíteni az Északi-sarkon. Az üzlet beindításához egy mintaházat telepítenek a helyszínre, és megjelenik egy reklámfilmes csapat, hogy kedvet csináljanak a vásárláshoz. Itt él azonban többek között egy különleges jegesmedve, Norm, aki érti és beszéli az emberi nyelvet, ahogy a nagyapja is. Nem tetszik neki, hogy az emberek tönkre akarják tenni az otthonát. Amikor a mintaházat visszaszállítják New Yorkba, Norm és három (szinte elpusztíthatatlan) lemming segítője felkapaszkodnak és elrejtőznek a házban. New Yorkban Norm jelentkezik a reklámfilm szereplőválogatására, ahol Vera, aki menedzseli az ügyeket, élethűnek találja, és alkalmazza a szerepre. Kiderül, hogy Norm eltűnt nagyapja Mr. Greene titkos pincéjében van fogságban. Norm elhatározza, hogy kiszabadítja a nagyapját, és megmenti lakóhelyét, az Északi-sarkot.

## Szereplők
| Szereplő              | Eredeti hang   | Magyar hang    |
| --------------------- | -------------- | -------------- |
| Norm                  | Rob Schneider  | Kálid Artúr    |
| Vera                  | Heather Graham | Ruttkay Laura  |
| Szókratész (Socrates) | Bill Nighy     | Fazekas István |
| Mr. Greene            | Ken Jeong      | Végh Péter     |
| Nagyapa (Grandfather) | Colm Meaney    | Papp János     |
| Tamecia               | Loretta Devine | Kocsis Mariann |